# Microlophus peruvianus
Espèce
Synonymes
- Stellio peruvianus Lesson, 1830
- Lophyrus araucanus Lesson, 1830
- Tropidurus microlophus Wiegmann, 1834
- Microlophus lessoni Duméril & Bibron, 1837
- Steirolepis xanthostigma Tschudi, 1845
- Microlophus inguinalis Cope, 1876
- Tropidurus peruvianus (Lesson, 1830)
- Tropidurus peruvianus salinicola Mertens, 1956

Statut de conservation UICN

 LC  : Préoccupation mineure
Microlophus peruvianus est une espèce de sauriens de la famille des Tropiduridae.

## Répartition
Cette espèce se rencontre dans le sud-ouest de l'Équateur, dans l'ouest du Pérou et dans le nord-ouest du Chili.

## Liste des sous-espèces
Selon The Reptile Database (23 avril 2012) :
- Microlophus peruvianus salinicola (Mertens, 1956)
- Microlophus peruvianus peruvianus (Lesson, 1830)

## Publications originales
- Lesson, 1830 : Description de quelques reptiles nouveaux ou peu connus. Voyage Autour du Monde Exécute par Ordre du Roi, sur la Corvette de La Majeste, La Coquille, exécuté Pendant les Années 1822, 1823, 1824 et 1825, vol. 2, n. 1, p. 1-65, Arthur Bertrand, Paris.
- Mertens, 1956 : Studien über die Herpetofauna Perus I. Zur Kenntniss der Iguaniden-Gattung Tropidurus in Peru. Senckenbergiana Biologica, vol. 37, p. 101-136.